# Ceratomantis ghatei
Ceratomantis ghatei är en bönsyrseart som beskrevs av Roger Roy och Henry Knute Svenson 2007. Ceratomantis ghatei ingår i släktet Ceratomantis och familjen Hymenopodidae. Inga underarter finns listade i Catalogue of Life.